# Rozpoznávání tváře
Rozpoznávání tváře je specifický kognitivní proces lišící se od rozpoznávání jiných objektů tím, že mnohem výrazněji užívá holistických (celostních) procesů. Toto potvrzují studie, podle kterých je rozdíl schopnosti rozpoznat tvář postavenou vzpřímeně a převráceně konsistentně větší než u jakýchkoliv jiných objektů (inversion effect). Rovněž jednotlivé části tváře rozeznáváme mnohem spíš, jsou-li nám prezentovány v kontextu tváře než samy o sobě (part-whole effect). To je dáno potřebou si během života zapamatovat a rozpoznat mnoho různých tváří, které si navíc v čase neuchovávají stálou podobu. Centrum rozpoznávání tváří v mozku leží ve fusiformním závitu (gyrus fusiformis), který je součástí spánkového i týlního laloku.
Porucha rozpoznávání tváří, při níž zůstává zachována schopnost rozpoznávat a zpracovávat jiné podněty, se nazývá prosopagnosie.

## Vývoj rozpoznávání tváří u dětí
Lidé jsou vybaveni základní schopností rozpoznávat tváře už od narození. Schopnost reagovat na obličejové podněty je jednou z prvních kognitivních funkcí, které si novorozenci osvojují. Někteří novorozenci jsou schopni napodobovat mimiku dospělých už od dvou dní po narození, skutečné chápání obsahu jednotlivých výrazů však nepřichází až do pátého měsíce věku. To dokazují například studie, které zjišťují, že zatímco pětiměsíční dítě ještě klade stejnou váhu obličeji vyjadřujícímu emoci štěstí jako obličeji vyjadřujícímu emoci strachu, sedmileté děti už zpracovávají různé emoce různými způsoby.

## Výklady specifičnosti rozpoznávání tváří
Některé výzkumy tvrdí, že specifičnost rozpoznávání tváří oproti jiným objektům spočívá pouze v míře, do jaké jim běžně jsme vystavováni, a že výše uvedené holistické zpracovávání není specifické jen pro tváře, ale pro jakýkoliv druh podnětu, s jehož zpracováváním máme velice širokou zkušenost. Pro tuto tezi mluví výzkumy zpracovávání tzv. "Greeblů", podnětů náhodně vygenerovaných počítačem jejichž vlastnosti jsou speciálně navrženy tak, aby šly třídit do kategorií podle několika různých kritérií. Výsledkem výzkumu bylo zjištění, že přivykne-li člověk greeblům, začne je vnímat stejným konfiguračním způsobem, jakým vnímá tváře.

## Prosopagnosie
Prosopagnosie (řecky prosopon – obličej, agnosia – stav nevědění) je porucha, při níž člověk nedokáže rozpoznávat tváře, ale rozpoznávání jiných předmětů a inteligence zůstávají zachovány.
Nehledě na velice špatné schopnosti rozpoznávání tváří prosopagnosici často jeví známky nevědomého rozlišování mezi tvářemi – při pokusech, kde osoby trpící prosopagnosií měly hlásit, zda jsou jim povědomá předem promítaná jména, byly schopné odpovědět rychleji objevila-li se na obrazovce se jménem zároveň povědomá tvář, ač vědomě nebyli schopni říct, jestli tvář předem viděli nebo ne.